# Persone di nome Bonaventura
| Questa pagina contiene informazioni ricavate automaticamente dalle voci biografiche con l'ausilio del template Bio e di un bot. L'aggiornamento è periodico e automatico e ricostruisce completamente la pagina. Se manca una persona in questa lista, sei pregato di non aggiungerla, ma accertati piuttosto che la sua voce biografica contenga il template Bio e che i dati anagrafici siano correttamente compilati. Se il template Bio manca, inseriscilo tu stesso o, in alternativa, metti l'avviso {{tmp\|Bio}} che ne segnala la mancanza. Se i dati riportati sono sbagliati, correggi direttamente la voce biografica; le modifiche saranno visibili in questa lista entro pochi giorni. Per chiarimenti vedi il progetto antroponimi. La lista contiene solo le 61 persone che sono citate nell'enciclopedia e per le quali è stato implementato correttamente il template Bio. Pagina aggiornata al 22 lug 2025. |

Questa è una lista di persone presenti nell'enciclopedia che hanno il nome Bonaventura, suddivise per attività principale.

## Architetti(1)
- Bonaventura Presti, architetto e ingegnere italiano (Bologna - Napoli, † 1685)

## Arcivescovi cattolici(1)
- Bonaventura Teuli, arcivescovo cattolico italiano (Velletri, n. 1596 - Velletri, † 1670)

## Attori(1)
- Bonaventura Ibáñez, attore spagnolo (Barcellona, n. 1876 - Barcellona, † 1932)

## Autori di videogiochi(1)
- Bonaventura Di Bello, autore di videogiochi e scrittore italiano (Centola, n. 1963)

## Cardinali(3)
- Bonaventura da Bagnoregio, cardinale, filosofo e teologo italiano (Bagnoregio - Lione, † 1274)
- Bonaventura Cerretti, cardinale e arcivescovo cattolico italiano (Orvieto, n. 1872 - Roma, † 1933)
- Bonaventura Gazola, cardinale e vescovo cattolico italiano (Piacenza, n. 1744 - Montefiascone, † 1832)

## Compositori(3)
- Bonaventura Barattelli, compositore e pianista italiano (L'Aquila, n. 1888 - L'Aquila, † 1933)
- Bonaventura Furlanetto, compositore italiano (Venezia, n. 1738 - Venezia, † 1817)
- Bonaventura Somma, compositore italiano (Chianciano Terme, n. 1893 - Roma, † 1960)

## Critici letterari(1)
- Bonaventura Zumbini, critico letterario e politico italiano (Pietrafitta, n. 1836 - Portici, † 1916)

## Economisti(1)
- Bonaventura Carlos Aribau, economista spagnolo (Barcellona, n. 1798 - † 1862)

## Filosofi(1)
- Bonaventura Belluto, filosofo, teologo e francescano italiano (Catania - Catania, † 1676)

## Francescani(3)
- Bonaventura Aliotti, francescano, organista e compositore italiano (Palermo - Palermo)
- Bonaventura da Iseo, francescano e alchimista italiano
- Bonaventura Rubino, francescano e compositore italiano (Montecchio di Lombardia, n. 1600 - † 1668)

## Giuristi(1)
- Bonaventura da Savignano, giurista e politico italiano (Savignano - Bologna, † 1295)

## Letterati(1)
- Bonaventura Angeli, letterato e storico italiano (Ferrara - Parma)

## Mafiosi(1)
- Joseph Pinzolo, mafioso italiano (Serradifalco, n. 1887 - New York, † 1930)

## Magistrati(1)
- Bonaventura Mazzarella, magistrato, filosofo e pastore protestante italiano (Gallipoli, n. 1818 - Genova, † 1882)

## Matematici(1)
- Bonaventura Cavalieri, matematico italiano (Milano, n. 1598 - Bologna, † 1647)

## Patriarchi cattolici(1)
- Bonaventura Secusio, patriarca cattolico italiano (Caltagirone, n. 1558 - Catania, † 1618)

## Patrioti(1)
- Bonaventura Cipriani, patriota italiano (Godega di Sant'Urbano, n. 1826 - † 1887)

## Pittori(4)
- Bonaventura Berlinghieri, pittore italiano (Lucca)
- Bonaventura Boninsegna, pittore italiano
- Bonaventura Lamberti, pittore italiano (Carpi, n. 1652 - Roma, † 1721)
- Bonaventura Peeters il Vecchio, pittore e incisore fiammingo (Anversa, n. 1614 - Hoboken, † 1652)

## Poeti(2)
- Bonaventura Licheri, poeta italiano (Neoneli, n. 1667 - † 1733)
- Bonaventura Stabile, poeta e religioso italiano (Trapani, n. 1586 - Partanna, † 1649)

## Politici(9)
- Bonaventura dei Bonacolsi, politico italiano (Mantova - Mantova, † 1326)
- Bonaventura Corradi, politico italiano
- Bonaventura Buttini, politico italiano (n. 1811 - Saluzzo, † 1860)
- Bonaventura Chigi Zondadari, politico italiano (Firenze, n. 1841 - Siena, † 1908)
- Bonaventura Ferrazzutto, politico e partigiano italiano (Venezia, n. 1887 - Hartheim, † 1944)
- Bonaventura Gerardi, politico italiano (Limone San Giovanni, n. 1826 - Tremosine, † 1898)
- Bonaventura Lamacchia, politico italiano (Cosenza, n. 1953)
- Bonaventura Picardi, politico italiano (Lagonegro, n. 1911 - Roma, † 1988)
- Bonaventura Vicentini, politico italiano (L'Aquila, n. 1833 - L'Aquila, † 1908)

## Presbiteri(5)
- Bonaventura da Potenza, presbitero italiano (Potenza, n. 1651 - Ravello, † 1711)
- Bonaventura di Santa Caterina, presbitero spagnolo (Ajangiz, n. 1887 - Alcázar de San Juan, † 1936)
- Bonaventura da Pistoia, presbitero italiano (Pistoia)
- Bonaventura Castiglioni, presbitero e storico italiano (Milano, n. 1487 - Milano, † 1555)
- Bonaventura Corti, presbitero, scienziato e botanico italiano (Viano, n. 1729 - Reggio Emilia, † 1813)

## Religiosi(8)
- Bonaventura Barberini, religioso, teologo e arcivescovo cattolico italiano (Ferrara, n. 1674 - Ferrara, † 1743)
- Bonaventura da Fasano, religioso italiano (Fasano - Barletta, † 1665)
- Bonaventura da Barcellona, religioso spagnolo (Riudoms, n. 1620 - Roma, † 1684)
- Bonaventura da Calangianus, religioso italiano (Calangianus, n. 1831 - Calangianus, † 1916)
- Bonaventura da Forlì, religioso italiano (Forlì - Udine, † 1491)
- Bonaventura da Arischia, religioso italiano (Arischia - L'Aquila, † 1739)
- Bonaventura da Lama, religioso, storico e scrittore italiano (San Pietro in Lama, n. 1650 - † 1739)
- Bonaventura Luchi, religioso e storico della filosofia italiano (Brescia, n. 1700 - Padova, † 1785)

## Scrittori(2)
- Bonaventura Bassegoda i Amigó, scrittore e architetto spagnolo (Barcellona, n. 1862 - Barcellona, † 1940)
- Bonaventura Tecchi, scrittore e germanista italiano (Bagnoregio, n. 1896 - Roma, † 1968)

## Tenori(1)
- Bonaventura Bottone, tenore britannico (Londra, n. 1950)

## Teologi(3)
- Bonaventura Badoer da Peraga, teologo e cardinale italiano (Padova, n. 1332 - Roma, † 1389)
- Bonaventura Fauni-Pio, teologo e vescovo cattolico italiano (Costacciaro, n. 1496 - Gubbio, † 1562)
- Bonaventura Morone, teologo e letterato italiano (Taranto, n. 1557 - Taranto, † 1621)

## Umanisti(1)
- Bonaventura Pistofilo, umanista italiano (Malgrate Lunigiana - Ferrara, † 1533)

## Vescovi cattolici(3)
- Bonaventura Atanasio, vescovo cattolico italiano (Lucera, n. 1807 - Napoli, † 1877)
- Bonaventura Porta, vescovo cattolico italiano (Massa Superiore, n. 1866 - Pesaro, † 1953)
- Bonaventura Sculco, vescovo cattolico italiano (Crotone, n. 1708 - Acri, † 1781)